# 四清运动实录
《四清运动实录》，林小波、郭德宏著，叙述四清运动始末。浙江人民出版社2006年出版，修订再版时名为《“文革”的预演：“四清”运动始末》，人民出版社2013年出版。

## 评论
- 黄延敏：“国内第一部全面、系统研究‘四清’运动发展脉络的学术专著，该书的出版填补了‘四清’运动研究的空白”。[2]
- 李攀：“该书从根本问题着手发问，全方位地展示了‘四清’运动的历史画面，与以往相关研究比，在体系、阐述、史料方面都有大的创新和发展，是一部眼界宽、思路新的学术著作。”[3]